# ヨエル・ティレマ
ヨエル・ティレマ（ジョエル・-、Joel Tillema, 1990年2月22日 - ）は、オランダ・デン・ハーグ出身のサッカー選手。ラインスブルフセ・ボーイズ所属。ポジションはDF，MF。

## 経歴
アヤックス・アカデミーに在籍していた経歴を持つ。ADOデン・ハーグのユースに移籍すると、2008年10月24日に行われたヘラクレス・アルメロ戦でトップチームデビューを果たした。2015-16シーズンより、トップクラッセのラインスブルフセ・ボーイズに加入することが発表された。